# 唐宝
唐宝，唐朝末年饶州刺史。
唐宝在唐末割据饶州（治今江西省鄱阳县），下辖鄱阳县、余干县、乐平县、浮梁县四县。天祐三年（906年）七月，淮南大将秦裴包围洪州，饶州刺史唐宝请降。天祐六年（909年）七月抚州刺史（治今江西省抚州市）危全讽在象牙潭之战败于淮南，歙州刺史陶雅派他的儿子陶敬昭及都指挥使徐章率兵袭击饶州、信州，饶州刺史唐宝弃城逃走。八月，虔州刺史卢光稠也归附淮南。于是，江西之地尽为杨氏所有。